# Ионов, Константин Владимирович
Константи́н Влади́мирович Ио́нов (29 марта 1983, Москва, СССР) — российский футболист, нападающий.

## Карьера
Воспитанник московских СДЮШОР ЦСКА и «Спартак». Единственный раз сыграл в высшем дивизионе чемпионата России 10 июня 2001 года, выйдя на замену на 74-й минуте за раменский «Сатурн» в домашнем матче против воронежского «Факела» (0:0). В Первом дивизионе играл за нижнекамский «Нефтехимик» (2003), СКА Ростов-на-Дону (2007) и «Читу» (2009).

## Личная жизнь
Брат-близнец футболиста Александра Ионова (защитника).